# Ariccia
Ariccia (Latin: Aricia) je mesto in občina v pokrajini Rim v osrednji Italiji. Nahaja se v hribovju Alban v pokrajini Lacij in se lahko šteje za jugovzhodno predmestje Rima. Eno od mest Castelli Romani, se Ariccia nahaja tudi v regionalnem krajinskem parku "Parco Regionale dei Castelli Romani".

## Oris
Ariccia je bila izjemno pomembna v predrimski in rimski mitologiji in religiji zaradi povezave z boginjo Diano in bogom Virbiusom (Hipolit (mitologija)). Legenda pravi tudi, da je služila kot začasno grobišče grškega junaka Oresta (Servius v Eneidi, ii. 116). Ariccia je bila eno od najstarejših mest starodavnega Lacija in kot vodja latinske lige resen kandidat proti Rimu v prvih dneh rimske republike.
V sodobnem času je postala Ariccia znana po svoji svinjini (porchetta). To je z zelišči in koromačem počasi pražena svinjina in je znana že iz zgodovine po svojem vinu. Občina obsega vasi: Vallericcia in Fontana di Papa. Meji z občinami Albano Laziale, Castel Gandolfo, Genzano di Roma in Marino Laziale.

## Zgodovina
Obstaja povezava med imenom kraja in Aricio, ženo Hipolita (Virbiusa), rimskega boga gozdov, ki je živel v svetem gozdu v bližini Aricia. Glede na nejasno referenco Caija Julija Solina je Ariccio ustanovil Archilocus Siculus ("Archilocus Sicilijanski" ali Sikulci) v starodavnih časih.
Najdene razvaline v mestu potrjujejo obstoj naselja v 8. - 9. st. pr. n. št. Od konca 6. stoletja pred našim štetjem do leta 338 pred našim štetjem, je bilo mesto osrednji član Latinske lige.
Na njenem ozemlju, ki mu je bilo priključeno jezero Nemi, je bil sedež svetišča Diane Aricine (ali Diana Nemorensis), ki je skupna za države Latinskih mest in je kralj Rex Nemorensis zaslovel v Frazerjevi knjigi Golden Bough. Povezava s kultom Diana je pripeljala do razvoja vplivnega in bogatega centra zdravljenja in medicine.
Leta 508 pred našim štetjem, je Lars Porsena kralj Clusiuma (takrat eno izmed najmočnejših mest Etrurije) odpotoval v Rim, da konča vojno proti Rimu z mirovno pogodbo. Porsena je razdelil svoje sile in poslali del vojske s sinom Arunsom v boj v Latinsko mesto Aricia. Aricianci so poslali po pomoč Latinsko ligo, pa tudi grško mesto Cumae. Ko je podpora prišla, je Ariciska vojska stopila izven obzidja mesta in združena vojska se je spopadla s Clusianskimi silami. Po Liviju, so Aricianci Clusiance premagali.,
Leta 495 pred našim štetjem, je bila Aricia prizorišče bitke med Aurunci in Rimom, Rim je bil zmagovalec.
Aricia so dokončno osvojili Rimljani v 4. stoletju pred našim štetjem. Dobila je naziv municipija in se razširila proti dolini, kjer jo je Via Appia povezovala z Rimom. Postala prva glavna postaja na kopnem na poti iz Rima proti jugu Italije.
Biti zelo blizu imperialnega glavnega mesta in s svežim podnebjem, je bila Ariccia za veliko rimskih patricijev izbrana kot lokacija za preživljanje prostega časa. Kraj je bil priznan tudi njenih vinih in hrani. Martial (Marcus Valerius Martialis) je pisal ugodno poru, Plinij starejši je užival edinstveno paleto ariccianskega zelja.
Zaradi svojega bogastva in svoje strateške lege v bližini obale, je bilo mesto večkrat napadeno. Med in po padcu rimskega imperija so ga napadli Goti, Vandali in končno Saraceni, ki so ga je uničil leta 827. Prebivalci so se nato preselili v starodavno akropolo in ustanovil novo skupnost.
V letu 990 Castrum Ariciensis ("grad Ariccia") postane last gospostva Guido, grofa Tusculuma. V času vladanja papeža Nikolaja II. je bil grad vključen v papeško državo, iz katere je bil nato ponovno prenesen na grofa iz Tusculuma kot fevd (1116). Rimska Cerkev spet zaseže Ariccio leta 1223 v času papeža Honorija III. iz družine Savelli in jo ohrani do prve polovice 15. stoletja.
Populacija Ariccie je začela upadati. Po obdobju pod upravo gradu Lariano, je prešla v okrožje Genzano, ki je imelo v tistem času le 100 prebivalcev. Okoli leta 1400 vse ozemlje postane last samostana Sant'Anastasio alle Tre Fontane in po kratkem obdobju pod Savelliji še enkrat prodano opatiji Grottaferrata.
Papež Sikst IV. je predal Ariccio Savellijem, ki so izvedli nekaj del za izboljšanje stanja, vključno z izsuševanjem vulkanskega jezera (jezero Vallericcia), ki je ležalo na zahodu, med hribi in morjem.
Leta 1661 je mesto prešlo v roke močni družini Chigi, ki je obnovila čudovito palačo Chigi Savelli na glavnem trgu, v katerem so bili shranjeni neprecenljivi arhivi. Chigi papež Aleksander VII. je dalj časa živel v Ariccii in drastično spremenil njen značaj, s pomembnimi plačami, ki jih je oblikoval Gian Lorenzo Bernini, tudi oblikovalec trga pred baziliko svetega Petra v Rimu.
Med bogatimi prispevki Berninija sta trg in župnijska cerkev Santa Maria Assunta (Marijinega vnebovzetja), ki se spogleduje s palačo.
Leta 1854 je papež Pij IX. odredil gradnjo mostu. Ta most obšel velik gozd (zdaj Parco Chigi) v dolini, ki je oviral dostop do Ariccia iz Rima vzdolž Via Appia.
Skoraj stoletje kasneje je bil most, skupaj z velikim delom mesta uničen, ob umiku nemške vojske med drugo svetovno vojno. Obnovljen leta 1947, je nenadoma razpadel leta 1967 in  bil znova obnovljena.
V oktobru 2013, je Vatikan napovedal, da bodo papež Frančišek in njegovi svetovalci iz rimske kurije, na tradicionalni letni umik za Lent 2014 (09. -14. marec), odšli v konferenčni center Pauline v Ariccii, namesto običajnega v Vatikanu.

## Znamenitosti
Najbolj izstopajoča znamenitost Ariccia je severni vhod iz znamenitega mostu, ki vodi na Berninijev baročni trg. Glavne znamenitosti so:
- Palazzo Savelli Chigi, ki ima povsem obnovljene sobe in so lokacija za Luchino Viscontijev film Leopard in za druge zgodovinske filme in TV zgodbe; zgradil jo je princ Augusto Chigi leta 1740.
- Kupola cerkve Marijinega vnebovzetja, delo Berninija, ki temelji na obnovi Panteona. V notranjosti apside je znana freska delo Borgognone.
- Fontana delle Tre Cannelle (vodnjak treh curkov), za katerega so včasih mislili, da je grobnica Simona Magnusa.

Drugi spomeniki so še: Porta Romana, tudi Bernini in 2 km izven mesta, svetišče Madonna del Galloro, s Berninijevo fasado. Slednje je končna postaja verske procesije, ki poteka 8. decembra in se imenuje "Procesija Gospe" in jo vodi mlada ženska.
Območje okoli Ariccia ima veliko zanimivih arheoloških najdb: kot so Villa rimskega cesarja Vitelliusa, ostanki Via Appia Antica, kot tudi starodavne templje na Monte Cavo in v bazenu jezera Nemi.

## Kultura
Ariccia ima dolgo zgodovino prihodov umetnikov in pisateljev, ki so prihajali iz Rima iskat toploto in vrvež na vetrovnih pobočjih in med nasadi s pogledom na Tirensko morje. Horace v eni od svojih satir piše, da je "Pobegel iz velikega Rima, sem pozdravil v Ariccii razumevajočo gostilno." 
Gozdnata pokrajina Ariccie, ki je dala latinsko-rimski kult Diane, je imela tudi poseben vpliv na poznejše pisatelje in umetnike, ki so povezani z romantiko. Ariccia se pojavlja kot predmet v omembe vrednih slikah Jean-Baptiste-Camille Corota, George Inness, Ludwig Richter, Alexandre Calame, Friedrich Wilhelm Schirmer, Adrien Manglard, Franz Ludwig Catel, Hermann Winterhalter, Oswald Achenbach, J. M. W. Turner, Mikhail Lebedev in Richard Wilson. Goethe je mesto obiskal leta 1780 in Henrik Ibsen je zapisal v Ariccia leta 1865 svoj epski verz igre Brand. V Italijanski uri (eseji zbrani leta 1909) je Henry James upošteval naravne lepote Ariccia in prijetnost "male piazze".
Hotel Locanda Martorelli, ki se spogleduje s palačo na Piazza di Corte, je priljubljen postanek med Rimom in Neapljem za tiste na "Grand Tour" in so ga obiskali umetniki in pisatelji kot so J.M. William Turner, Corot, Henrik Ibsen, Gogolj, D'Azeglio, Richter, Hans Christian Andersen in Henry Longfellow.
Danes Palazzo Chigi Savelli pogosto gosti razstave, tako iz svojih obsežnih zbirk, kot tudi gostujoče razstave. Palača je tudi prizorišče pogostih javnih glasbenih nastopov.
Velik del največje umetnosti mesta, skulpture iz rimske dobe, ki so jih izkopali arheologi, je bil razdeljen po svetovnih zbirkah klasične umetnosti, tako da se pogosto pojavlja ime "Ariccia" poleg kipov Avgusta ali Diane daleč zunaj Lacija.

## Izobraževanje
Ariccia je sedež mednarodnega kampusa Auburn University, Joseph S. Bruno Auburn program v Italiji, ki se nahaja v Palazzo Chigi Savelli. Ta program skozi vse leto potekal pod pokroviteljstvom Auburn University College of Human Sciences in je odprt za študente iz vseh večjih Auburn kampusov.

## Prebivalstvo
| Leto       | 1871  | 1881  | 1901  | 1921  | 1936  | 1951  | 1971   | 1991   | 2001   | 2011   |
| Prebivalci | 2.115 | 2.358 | 3.530 | 4.555 | 5.596 | 7.122 | 10.787 | 16.953 | 17.865 | 18.650 |

Vir: ISTAT

## Pobratena mesta
- Cournon-d'Auvergne, Francija
- Lichtenfels, Nemčija
- Prestwick, Združeno kraljestvo
- Italija Santa Margherita di Belice, Sicilija

Ariccia tudi sponzorira Zahodni Sahari.